# ITA Software
ITA Software es una industria de software, división de Google y que anteriormente era una empresa independiente en Cambridge, Massachusetts. La compañía fue fundada por Jeremy Wertheimer, un científico informática del CSAIL, y su socio Richard Aiken en 1996. El 1 de julio del 2010 ITA acordó ser adquirida por Google, y el 8 de abril de 2011, el Departamento de Justicia de los Estados Unidos lo aprobó. Como parte del acuerdo, Google debe licenciar software de ITA a otros sitios webs por un periodo de 5 años.

## Historia
El primer producto de ITA fue un sistema de precio de búsqueda de tarifas aéreas llamado QPX. En la actualidad este sistema se utiliza por las compañías de viajes como Orbitz, Bing Travel, Kayak.com, CheapTickets y aerolíneas como American Airlines, United Airlines, US Airways, Virgin Atlantic Airways, Alitalia y All Nippon Airways. ITA también cuenta con su propio sitio web basado en QPX, aunque no es posible comprar tickets desde allí.
ITA es también una de las empresas de más alto perfil de basar su software en Common Lisp.
En septiembre de 2006, ITA anunció un acuerdo de varios millones de dólares con Air Canada para desarrollar un nuevo sistema de reservas informático para alimentar el control de inventario, disponibilidad de asientos y las operaciones aeroportuarias. En agosto de 2009,  Air Canada anunció que el proyecto había sido suspendido.
El 1 de marzo de 2012, Google y Cape Air anunciaron que Cape Air ha migrado el sistema de reservas de pasajeros de ITA Software.